# Mercy, Allier

Mercy este o comună în departamentul Allier din centrul Franței. În 1 ianuarie 2022 avea o populație de 244 de locuitori.